# Hallonlakritsskalle
Hallonlakritsskalle är en svensk godisbit som tillverkas av Bubs Godis. Produkten började tillverkas i samband med att Bubs Godis flyttade in i nya lokaler på industriområdet Torsvik. Ny produktionsutrustning gjorde det möjligt att experimentera med två smaker och olika färger i en och samma godisbit. Hallonlakritsskalle lanserades 2001.
Tillverkning sker i Bubs godisfabriker på Torsvik, strax söder om Jönköping. Som namnet antyder har Hallonlakritsskalle formen av en dödskalle med smak av hallon och saltlakrits. Skallen är gjord av röd och svart gelé. Den är cirka 55 mm hög, 44 mm bred och 6 mm tjock. 

## Försäljning och marknadsföring
Hallonlakritsskalle är en av Sveriges mest sålda och omtyckta godisbitar. Lösgodisbiten och de olika varianterna av Hallonlakritsskalle finns att köpa i de flesta större butikskedjor.

### Co-branding
Hallonlakrisskalle används även inom co-branding. Bubs Godis har samarbetat med Spendrups och varumärket Loka, med produkten Loka Likes Candy. Dryckestillverkaren Saturnus har en glögg med smak av riktiga Hallonlakritsskallar. Sedan 2019 samarbetar Bubs Godis med Hemglass. Varumärket Hemglass har tillstånd att använda Hallonlakritsskalle i sin produkt Glass-skallen samt i marknadsföring kopplad till produkten.

### Sociala medier
Hallonlakritsskalle var en av de första framgångsrika svenska produkterna på Facebook. Den officiella sidan startades 2009. Hallonlakritsskalle är en av de största sidorna sett till antalet följare inom svensk konfektyr på Facebook.  

## Varianter
Hallonlakritsskalle finns även som skumvariant och som mindre gelévarianter i lösgodisdiskar samt i färdigpackade påsar, både i gelé och skum. Inom lösgodis finns även en sockerfri, mindre variant. Hallonlakritsskalle i påse är gelatinfri och även fri från andra animaliska tillsatser.